# 다리오 비도시치
다리오 비도시치(Dario Vidošić, 1987년 4월 8일, 크로아티아, 오시예크 ~)는 오스트레일리아의 축구 선수로, 포지션은 공격형 미드필더이다.

## 축구인 경력

### 클럽 경력

#### 유소년기
다리오 비도시치는 1987년 크로아티아 오시예크에서, 축구인 아버지 라도 비도시치와 어머니 야스나 사이에서 태어났다. 1988년 가족은 오스트레일리아로 이주했으며, 브리즈번에 정착했다.
다리오 비도시치는 2004년까지 퀸즐랜드 라이언즈에서 축구를 배웠으며, 오스트레일리아 스포츠 연구소 (AIS)를 졸업해서 축구 관련 학위를 취득했다. 2006년 퀸즐랜드 로어와 2년 계약을 맺으며 프로무대에 등장했다.

#### 브리즈번 로어
A리그 2006-07시즌 1라운드에 후반 교체선수로 데뷔를 치렀고, 스코틀랜드 스트라이커 사이먼 린치의 골을 어시스트했다. 8라운드 퍼스 글로리 FC와의 경기에 첫 선발출장을 하였고, 골까지 기록하여 팀을 승리로 이끌었다. 17라운드가 지나고 미드필더 맷 매케이가 부상을 당하자 비도시치가 기회를 얻기 시작했고, 센트럴코스트 매리너스 FC와의 경기에서 두 골을 기록했다. 이로 인해 비도시치는 A리그 최초로 한 시즌에 세 골을 기록한 20세 이하 선수로 기록되었다. 20라운드 멜버른 빅토리 FC와의 경기에서 또 한 골을 추가했다.

#### 1. FC 뉘른베르크
그의 오스트레일리아에서의 활약은 독일 푸스발-분데스리가의 관심을 받기에 충분했고, 2007년 3월 22일 1. FC 뉘른베르크와 3년 계약을 맺었다. 그러나 첫시즌 동안에는 4경기에 출장하여 총 경기 시간이 60분에 지나지 않을만큼 기회를 많이 부여받지 못했다. 게다가 팀은 하위리그로 강등되었다.
이후 비도시치는 부상에 시달리며 시즌 시작부터 겨울때까지 2군 경기에 4경기 출장 한 골을 기록하는 데에 그쳤다. 이 때 덴마크의 프로축구 팀 에스비에르 fB로 입단테스트를 봤으나 실패하기도 했다.
그러나 비도시치는 복귀하면서 놀라운 반전을 이끌어냈다. SC 프라이부르크와의 1군경기에서 골을 기록하고 팀을 승리로 이끌면서 기회는 다시 찾아왔다. 이후 FC 잉골슈타트 04와의 경기에서도 결승골을 기록했고 SpVgg 그로이터 퓌르트와의 경기를 1-1 무승부로 마무리 지으며, 팀을 다시 분데스리가로 올려놓았다. 2008-09 시즌을 마치고, 비도시치는 오스트레일리아 축구 국가대표팀에 부름을 받기도 했다.
2009-10 시즌 팀이 다시 1부 리그에 복귀하자 기회가 줄어들었다. 결국 비도시치는 2010년 1월 19일 MSV 뒤스부르크로 6개월간 임대를 떠났다. 그 다음 시즌에도 뉘른베르크에서 5경기만을 출장하고 2011년 1월 1일 아르미니아 빌레펠트로 6개월 임대를 떠났다.

#### 애들레이드 유나이티드
2011년 7월 비도시치는 AU$320,000의 이적료로 A리그 애들레이드 유나이티드 FC와 3년 계약을 맺으며, 오스트레일리아로 복귀했다. 2013년 8월 애들레이드 유나이티드는 비도시치의 유럽 커리어를 위해 풀어주겠다고 발표했다. 그의 행선지는 스위스의 FC 시옹이었으며, 이적료는 AU$700,000였다.

#### FC 시옹
스위스 슈퍼리그의 FC 시옹에서 다리오 비도시치는 두 시즌 동안 46경기에 나서서 8골을 기록했다.

#### 웨스턴 시드니 원더러스
2015년 9월 21일 비도시치는 스위스를 떠나 AFC 챔피언스리그 2014에서 우승한 웨스턴 시드니 원더러스 FC와 2년계약을 맺으며 다시 오스트레일리아로 돌아왔다.

#### 랴오닝 훙윈
2016년 6월 22일 비도시치는 중국 슈퍼리그의 랴오닝 훙윈과 계약을 맺으며, 프로 경력 최초로 오스트레일리아를 제외한 아시아 무대에 들어섰다. 랴오닝은 비도시치와 계약을 맺자마자 바로 선발 라인업에 포함시켰고, 광저우 푸리와의 경기에서 데뷔를 시켰다. 비도시치는 랴오닝에서 23경기에 나서서 두 골을 기록했다. 2017시즌을 앞두고 랴오닝은 비도시치 대신 로비 크루즈와 제임스 홀랜드를 영입했고, 비도시치는 자유계약으로 풀려났다.

#### 성남 FC
2017년 2월 17일 비도시치는 대한민국 2부리그 K리그 챌린지의 성남 FC로 이적했다.

### 국가대표 경력
2006년 비도시치는 AFC U-19 축구 선수권 대회에 참가하기 위해 인도에서 열린 오스트레일리아 U-20 축구 국가대표팀에 선발되었다. 2007년 오스트레일리아 U-23 축구 국가대표팀에 선발되었고, 타이완과의 예선경기에서 11-0 승리 중 열 한번째 골을 기록했다. 2009년 6월 17일 일본과의 월드컵 예선에서 후반 41분 (86분)경 팀 케이힐과 교체되며 국가대표팀 데뷔 무대를 가졌다.

## 통계
2017년 2월 14일 기준
| 구단 경력      | 구단 경력           | 구단 경력   | 리그 | 리그 | FA컵 | FA컵 | 대륙 | 대륙 | 총합 | 총합 |
| 시즌           | 소속                | 디비전      | 출장 | 득점 | 출장 | 득점 | 출장 | 득점 | 출장 | 득점 |
| 오스트레일리아 | 리그                | 리그        | FA컵 | FA컵 | 대륙 | 대륙 | 총합 | 총합 |      |      |
| -------------- | ------------------- | ----------- | ---- | ---- | ---- | ---- | ---- | ---- | ---- | ---- |
| 2006-07        | 퀸즐랜드 로어       | 1부         | 17   | 5    | 5    | 2    | 0    | 0    | 22   | 7    |
| 독일           | 리그                | 리그        | FA컵 | FA컵 | 대륙 | 대륙 | 총합 | 총합 |      |      |
| 2007-08        | 뉘른베르크          | 1부         | 4    | 0    | 0    | 0    | 0    | 0    | 4    | 0    |
| 2008-09        | 뉘른베르크          | 2부         | 12   | 3    | 0    | 0    | 0    | 0    | 12   | 3    |
| 2009-10        | 뉘른베르크          | 1부         | 9    | 0    | 1    | 0    | 0    | 0    | 10   | 0    |
| 2009-10        | 뒤스부르크          | 2부         | 12   | 1    | 0    | 0    | 0    | 0    | 12   | 1    |
| 2010-11        | 뉘른베르크          | 1부         | 5    | 0    | 0    | 0    | 0    | 0    | 5    | 0    |
| 2010-11        | 아르미니아 빌레펠트 | 2부         | 15   | 1    | 0    | 0    | 0    | 0    | 15   | 1    |
| 오스트레일리아 | 리그                | 리그        | FA컵 | FA컵 | 대륙 | 대륙 | 총합 | 총합 |      |      |
| 2011-12        | 애들레이드          | 1부         | 25   | 5    | 0    | 0    | 9    | 0    | 34   | 5    |
| 2012-13        | 애들레이드          | 1부         | 26   | 10   | 0    | 0    | 0    | 0    | 26   | 10   |
| 스위스         | 리그                | 리그        | FA컵 | FA컵 | 대륙 | 대륙 | 총합 | 총합 |      |      |
| 2013-14        | FC 시옹             | 1부         | 29   | 6    | 2    | 0    | 9    | 0    | 31   | 6    |
| 2014-15        | FC 시옹             | 1부         | 17   | 2    | 3    | 0    | 0    | 0    | 20   | 2    |
| 오스트레일리아 | 리그                | 리그        | FA컵 | FA컵 | 대륙 | 대륙 | 총합 | 총합 |      |      |
| 2015-16        | 웨스턴 시드니       | 1부         | 28   | 4    | 1    | 0    | 9    | 0    | 29   | 4    |
| 중국           | 리그                | 리그        | FA컵 | FA컵 | 대륙 | 대륙 | 총합 | 총합 |      |      |
| 2016           | 랴오닝 훙윈         | 1부         | 13   | 2    | 0    | 0    | 0    | 0    | 13   | 2    |
| 대한민국       | 리그                | 리그        | FA컵 | FA컵 | 대륙 | 대륙 | 총합 | 총합 |      |      |
| 2017           | 성남 FC             | 2부         |      |      |      |      |      |      |      |      |
| 커리어 통산    | 커리어 통산         | 커리어 통산 | 216  | 39   | 12   | 2    | 9    | 0    | 237  | 41   |